# Селенид неодима(II,III)
Селенид неодима(II,III) — бинарное неорганическое соединение неодима и селена 
с формулой Nd3Se4,
кристаллы.

## Получение
- Сплавление стехиометрических количеств чистых веществ:

{\displaystyle {\mathsf {3Nd+4Se\ {\xrightarrow {T}}\ Nd_{3}Se_{4}}}}

## Физические свойства
Селенид неодима(II,III) образует кристаллы 
кубической сингонии,
пространственная группа I 43d,
параметры ячейки a = 0,8859 нм.